# Posvojitev (film)
Posvojitev (madžarsko Örökbefogadás) je madžarski dramski film iz leta 1975, ki ga je režirala Márta Mészáros in zanj tudi napisala scenarij skupaj s Ferencem Grunwalskyjem in Gyulo Hernádijem. V glavnih vlogah nastopajo Katalin Berek, Gyöngyvér Vigh, László Szabó, Péter Fried, István Szóke in Arpád Perlaky. Zgodba prikazuje neporočeno tovarniško delavko srednjih let Kato (Berek), ki si zelo želi otrok, toda njen dolgoletni skrivni ljubimec Jósko (Szabó) se s tem ne strinja. Ko pomaga zapuščeni srednješolki Anni (Vigh) in postane njena nadomestna mati, se začne zanimati za zapostavljene otroke in se tudi odloči za posvojitev enega izmed njih iz sirotišnice.
Film je bil premierno prikazan februarja 1975 na Mednarodnem filmskem festivalu v Berlinu, kjer je kot prvi madžarski film osvojil glavno nagrado zlati medved in eden dveh do sedaj, drugi je bil O telesu in duši leta 2017. Ob tem je na festivalu osvojil tudi nagrade C.I.D.A.L.C., OCIC in Interfilm, slednjo si je delil s filmom Overlord. V madžarskih kinematografih so ga začeli predvajati 25. septembra in naletel je na dobre ocene kritikov. Izbran je bil za madžarskega kandidata za oskarja za najboljši tujejezični film na 48. podelitvi oskarjev, toda ni prišel v ožji izbor. Nominiran je bil za glavno nagrado Hugo za najboljši film na Mednarodnem filmskem festivalu v Chicagu.

## Vloge
- Katalin Berek kot Csentesné – Kata
- Gyöngyvér Vigh kot Anna Bálint
- Péter Fried kot Sanyi
- László Szabó kot Jóska
- István Szőke
- Flóra Kádár kot Erzsi
- Janos Boross kot Annin oče
- Erzsi Varga kot Annina mati
- István Kaszás kot vodja inštituta
- Anikó Kiss
- Zsófi Mészáros
- Judit Felvidéki
- Irén Rácz
- Erika Jozsi
- András Szigeti